# Hypostomus crassicauda
Hypostomus crassicauda är en fiskart som beskrevs av Boeseman, 1968. Hypostomus crassicauda ingår i släktet Hypostomus och familjen Loricariidae. Inga underarter finns listade i Catalogue of Life.